# Фрумушика (комуна)
Фрумушика (рум. Frumușica) — комуна у повіті Ботошані в Румунії. До складу комуни входять такі села (дані про населення за 2002 рік):
- Боскотень (701 особа)
- Вледень-Дял (1774 особи)
- Редень (1007 осіб)
- Сторешть (1133 особи)
- Фрумушика (739 осіб)
- Шендрень (763 особи)

Комуна розташована на відстані 349 км на північ від Бухареста, 29 км на південний схід від Ботошань, 66 км на північний захід від Ясс.

## Населення
За даними перепису населення 2002 року у комуні проживали 6117 осіб.
Національний склад населення комуни:
| Національність | Кількість осіб | Відсоток |
| -------------- | -------------- | -------- |
| румуни         | 6063           | 99,1%    |
| цигани         | 53             | 0,9%     |
| угорці         | 1              | < 0,1%   |

Рідною мовою назвали:
| Мова      | Кількість осіб | Відсоток |
| --------- | -------------- | -------- |
| румунська | 6096           | 99,7%    |
| циганська | 20             | 0,3%     |
| угорська  | 1              | < 0,1%   |

Склад населення комуни за віросповіданням:
| Релігія       | Кількість осіб | Відсоток |
| ------------- | -------------- | -------- |
| православні   | 6067           | 99,2%    |
| адвентисти    | 40             | 0,7%     |
| римо-католики | 4              | 0,1%     |
| реформати     | 4              | 0,1%     |
| п'ятдесятники | 2              | < 0,1%   |